# مارتن يونغ
مارتن يونغ (15 أبريل 1924 - 18 يونيو 1993) (بالإنجليزية: Martin Young)‏ هو لاعب كريكت بريطاني (وحمل سابقاً جنسية المملكة المتحدة لبريطانيا العظمى وأيرلندا). شارك مع منتخب إنجلترا للكريكت.

## وصلات خارجية
- مارتن يونغ على موقع إي آس بي آن كريك إنفو (الإنجليزية)